# Кунув (Вроцлавський повіт)
Кунув (пол. Kunów, нім. Kühnau/Niemsch) — село в Польщі, у гміні Собутка Вроцлавського повіту Нижньосілезького воєводства.
Населення — 126 осіб (2011).

## Демографія
Демографічна структура станом на 31 березня 2011 року:
|          | Загалом | Допрацездатний вік | Працездатний вік | Постпрацездатний вік |
| -------- | ------- | ------------------ | ---------------- | -------------------- |
| Чоловіки | 65      | 12                 | 50               | 3                    |
| Жінки    | 61      | 13                 | 37               | 11                   |
| Разом    | 126     | 25                 | 87               | 14                   |